# 사랑한다면 그녀처럼
《사랑한다면 그녀처럼》은 1997년 10월 17일에 MBC에서 방영한 베스트극장이다.

## 줄거리
유독 남자복이 없는 노처녀 남희(남주희 분)는 친구 미란(강성연 분)의 남자 친구 성준(손현식 분)에게 호감을 갖지만 친구 미란 때문에 성준에게 고백하지 못한다. 남희는 병원에서 위암 초기라는 진단을 받고 회사를 그만두고 신문에 애인을 구하는 광고를 내어 기훈(임호 분)과 만나 그동안 해보고 싶었던 데이트를 하며 즐거운 시간을 보낸다. 그러던 어느 날 결혼한다는 미란의 전화가 오는데 그 결혼 상대는 성준이 아닌 다른 사람이다. 남희는 성준과 다시 만나 데이트를 하며 결국 프로포즈까지 받지만 수술해도 나을 수 있을지 모르는 상황이기에 거절
한다. 남희의 집에 찾아간 기훈은 남희의 이런 사정을 알게되고 남희가 성준과 다시 만날 수 있도록 도와준다.

## 등장 인물

### 주요 인물
- 남주희 : 남희 역
- 손현주 : 성준 역
- 임호 : 기훈 역
- 강성연 : 미란 역

### 그 외 인물
- 김기현
- 조형기
- 이재훈
- 이은철
- 이상철
- 손영준
- 이희만
- 한선주
- 신승임
- 이미숙
- 이정호